# Kwarcowy trachit
Kwarcowy trachit (kwarcowy trachyt) – skała magmowa wulkaniczna (wylewna), leżąca w grupie skał nasyconych krzemionką, w klasie sjenitu i trachitu. Na diagramie klasyfikacyjnym QAPF trachit zajmuje pole 7*.
W skład trachitu wchodzą minerały jasne: głównie skalenie potasowe, kwarc (w ilości 5–20%), w mniejszej ilości znajdują się tu plagioklazy oraz minerały ciemne, takie jak: biotyt i hornblenda.
Barwa tej skały jest zmienna i zależna od domieszek mineralnych, może być: szara, różowa, żółta, czerwona, a nawet brunatna (rzadko).
Struktura wyraźnie porfirowa z prakryształami skaleni alkalicznych tkwiącymi w cieście skalnym.